# Седловины и котловины Зюльца
Седловины и котловины Зюльца (нем. Sülzsenken und -rücken) — один из малых природно-территориальных комплексов (ПТК) 5-го порядка в Бергишес-Ланд (Северный Рейн-Вестфалия, Германия).

## Иерархическая соподчинённость местных ПТК
| Уровень ПТК         | Название ПТК                 | Индекс ПТК в классификации Германии |
| ------------------- | ---------------------------- | ----------------------------------- |
| Регион 1-го порядка | Немецкое среднегорье         | —                                   |
| Регион 2-го порядка | Рейнские Сланцевые горы      | 3                                   |
| Основной ПТК        | Зюдербергланд                | 33                                  |
| Регион 3-го порядка | Бергское плато               | 338                                 |
| Регион 4-го порядка | Южно-Бергское плато          | 338.2                               |
| Регион 5-го порядка | Зюльцбергланд                | 338.22                              |
| Местный ПТК         | Седловины и котловины Зюльца | 338.225                             |

## Общая характеристика
Природный территориальный комплекс находится в основном в водосборном бассейне реки Зюльц. Это холмистая местность в административных районах Кюртен и Линдлар.
На севере ПТК граничит с ПТК «Плато Дюнн» (338.20), на западе с ПТК «Высоты Бербройхера» (338.224), на юге с ПТК «Высокий хребет Леннепа» (338.223) и на востоке с ПТК «Плато Оберзюльц» (338.221) и ПТК «Плато Леппе» (338.222). Природный регион простирается с запада от Бисфельда (часть Кюртена) на северо-восток и включает район вокруг Ольпе (часть Кюртена), вдоль берега Зюльца. На востоке охватывает район вокруг Линдлара и далее до Фрилингсдорфа (район Линдлара) и на севере вплоть до Тира (часть Випперфюрта).
Седловины и котловины природного ландшафта сложены среднедевонскими граувакковыми песчаниками, сланцами, мергелями и известняками. В результате тектонических движений древние морские отложена были смяты в складки, разорваны разломами и в целом наклонены на северо-запад под углами от 21 до 47°. Культурный ландшафт характеризуется сельским и лесным хозяйством.